# Новгород-Северски район
Новгород-Северски район (на украински: Новгород-Сіверський район) е район на Черниговска област, Северна Украйна. Центърът на района е град Новгород Северски. Населението на района е 66 400 души (2020).

## История
На 18 юли 2020 г., като част от административната реформа на Украйна, броят на районите на Черниговска област е намален на пет, а територията на Новгород-Сиверски район е значително разширена. Два предишни района – Коропски и Семенивски, както и град Новгород Северски, който преди това е град с областно значение извън района, са включени в Новгород-Сиверски район.

## Подразделения
След реформата от 2020 г. районът се състои от 4 громади.